# Louis Coudouret
Louis Coudouret, né le 31 mai 1896 à Marseille (Bouches-du-Rhône) et mort le 7 juillet 1929 à Saint-Amant-de-Bonnieure (Charente), est un aviateur français.

## Biographie

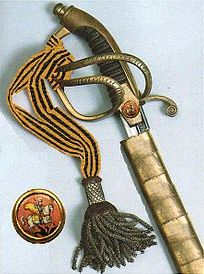
Exemple d'épée d'honneur avec dragonne aux couleurs de l'ordre et médaillon de Saint-Georges.

Pilote de chasse durant la Première Guerre mondiale, il remporte 6 victoires aériennes homologuées (dont 1 en collaboration). Pilote de raids durant l’entre-deux-guerres, il se tue en avion après une tentative avortée de traversée de l'Atlantique sans escale.

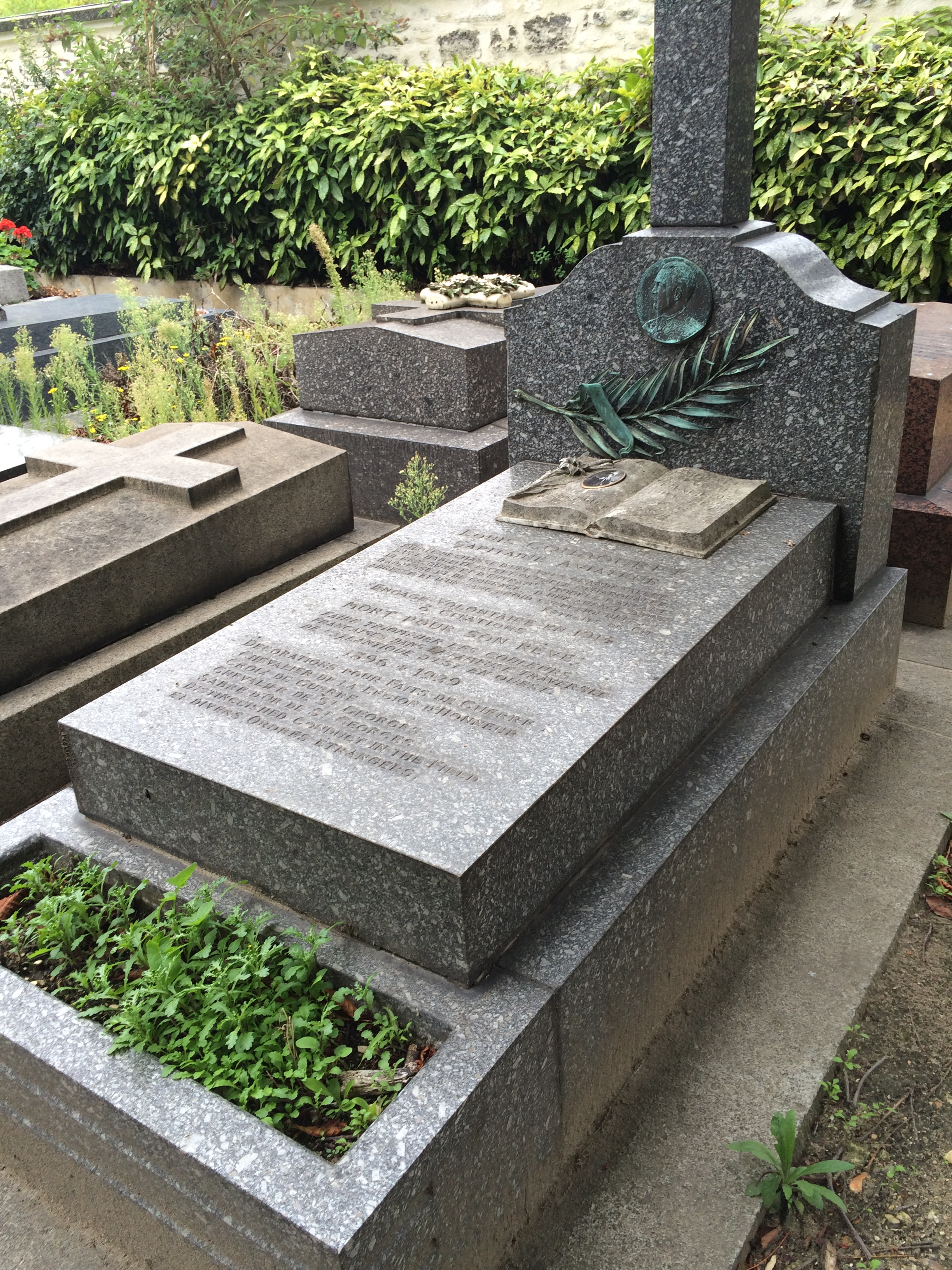
Tombe de Louis Coudouret au cimetière de Grenelle (division 7).

Il est inhumé au cimetière de Grenelle (division 7), à Paris.

## Distinctions

### Décorations

#### Décorations françaises
- Chevalier de la Légion d'honneur (30 mai 1918)
- Croix de guerre 1914–1918 avec 4 palmes + 2 étoiles de vermeil)
- Croix du combattant volontaire 1914–1918

#### Décorations étrangères
- Ordre de Saint-Vladimir ( Empire russe)
- Officier de l'ordre impérial de Saint-Georges ( Empire russe)

### Honneur
- Sabre de l'Ordre impérial de Saint-Georges ( Empire russe)